# Saison 4 de Code Lyoko
Chronologie
Saison 3 Code Lyoko Évolution
Cet article présente le guide des épisodes de la quatrième saison de la série télévisée d'animation française Code Lyoko.

## Synopsis de la saison
À la suite de la destruction de Lyoko par William, contrôlé par XANA, Jérémie et Aelita se sont lancés dans la tâche de recréer le monde virtuel. Ceci fait, les deux génies mettent au point un vaisseau sous-marin, le Skidbladnir, capable de traverser la Mer Numérique et voyager dans le Réseau Mondial sans danger. XANA crée quant à lui des Réplikas, soit des copies des territoires de Lyoko, générant des Supercalculateurs à travers le monde. À quoi cela peut-il lui servir ? En parallèle, le nouvel objectif du programme maléfique se dévoile : il tente à plusieurs reprises de jeter Aelita dans la Mer Numérique, dans le but de faire sortir Franz Hopper de sa tanière, sachant qu'il n'hésiterait pas une seule seconde à sauver sa fille. De leur côté, les héros doivent trouver le moyen de se transférer à partir des Réplikas vers les lieux où se trouvent lesdits Supercalculateurs et les détruire. Cependant, XANA peut compter sur William, maintenant à ses ordres, pour leur barrer la route...

## Épisodes

### Épisode 66:Renaissance
- France : 13 août 2007
- États-Unis : 18 mai 2007

### Épisode 67:Mauvaise réplique
- France : 14 août 2007
- États-Unis : 12 juin 2007

### Épisode 68:Première partie
- France : 30 août 2007
- États-Unis : 19 juin 2007

### Épisode 69:Double foyer
- France : 15 août 2007
- États-Unis : 12 juin 2007

### Épisode 70:Skidbladnir
- France : 16 août 2007
- États-Unis : 3 juillet 2007

### Épisode 71:Premier voyage
- France : 17 août 2007
- États-Unis : 10 juillet 2007

### Épisode 72:Leçon de choses
- France : 20 août 2007
- États-Unis : 17 juillet 2007

### Épisode 73:Réplika
- France : 21 août 2007
- États-Unis : 24 juillet 2007

### Épisode 74:Je préfère ne pas en parler
- France : 22 août 2007
- États-Unis : 31 juillet 2007

### Épisode 75:Corps céleste
- France : 23 août 2007

### Épisode 76:Le Lac
- France : 24 août 2007

### Épisode 77:Torpilles virtuelles
- France : 27 août 2007

### Épisode 78:Expérience
- France : 28 août 2007

### Épisode 79:Arachnophobie
- France : 29 août 2007

### Épisode 80:Kiwodd
- France : 29 août 2007

### Épisode 81:Œil pour œil
- France : 30 août 2007

### Épisode 82:Mémoire blanche
- France : 31 août 2007

### Épisode 83:Superstition
- France : 8 septembre 2007

### Épisode 84:Missile guidé
- France : 15 septembre 2007

### Épisode 85:La Belle de Kadic
- France : 22 septembre 2007

### Épisode 86:Kiwi superstar
- France : 29 septembre 2007

### Épisode 87:Planète bleue
- France : 6 octobre 2007

### Épisode 88:Cousins ennemis
- France : 13 octobre 2007

### Épisode 89:Il est sensé d'être insensé
- France : 20 octobre 2007

### Épisode 91:Mauvaises ondes
- France : 3 novembre 2007

### Épisode 92:Sueurs froides
- France : 3 novembre 2007

### Épisode 93:Retour
- France : 3 novembre 2007

### Épisode 94:Contre-attaque
- France : 10 novembre 2007

### Épisode 95:Souvenirs
- France : 10 novembre 2007